# Hevossaari (ö i Kymmenedalen, lat 60,45, long 26,86)
Hevossaari är en ö i Finland. Den ligger i Finska viken och i kommunen Kotka i landskapet Kymmenedalen, i den södra delen av landet. Ön ligger nära Kotka och omkring 110 kilometer öster om Helsingfors.
Öns area är 42,4 hektar och dess största längd är 1,2 kilometer i nord-sydlig riktning.